# Posada (Słupica)
Posada – przysiółek wsi Słupica w Polsce położony w województwie mazowieckim, w powiecie radomskim, w gminie Jedlnia-Letnisko.
W latach 1945–1975 przysiółek administracyjnie należał do województwa kieleckiego, następnie W latach 1975–1998 do województwa radomskiego.